# دوري هونغ كونغ لكرة القدم 1981–82
دوري هونغ كونغ لكرة القدم 1981–82 هو الموسم 37 من دوري هونغ كونغ لكرة القدم ‏. كان عدد الأندية المشاركة فيه 11، وفاز فيه نادي سيكو ‏.